# Traversée du Jura savoyard
La traversée du Jura savoyard présente les différents aménagements, de l'Antiquité à nos jours, ayant permis le franchissement les chaînons jurassiens de l'Avant-Pays savoyard.
Cet Avant-Pays alpin est constitué par les prolongements méridionaux des plis du Jura. Il représente l'un des obstacles à franchir avant d'aborder la chaîne des Alpes pour l'établissement de relations régulières avec la péninsule Italienne. Deux solutions ont été envisagées depuis l'Antiquité : l'affrontement direct ou le contournement. On a longtemps hésité quant au choix fait par les Romains, mais les études les plus récentes concluent à l'affrontement direct par le passage au col Saint-Michel de la chaîne de l'Épine et minimisent l'option du contournement au sud par les Échelles.   
Ce problème récurrent s'est posé tout au long des siècles, les autorités s'efforçant chaque fois d'aménager les infrastructures en fonction des besoins du trafic et de l'évolution des techniques de transport. Dans leur rôle de « portiers ou guichetiers » des Alpes, selon la formule consacrée, les princes de la Maison ducale puis royale de Savoie se sont préoccupés de capter le trafic transalpin afin d'en capitaliser les profits. Le duc Charles-Emmanuel II a entrepris dans ce sens des travaux jugés colossaux entre 1665 et 1675 sur l'itinéraire de contournement par Les Échelles. Le traité d'Utrecht en 1713 en a été comme la sanction internationale. Cette solution n'a jamais été remise en question par la suite et la RN 6 vers le col alpin du Mont-Cenis en est devenue le symbole.
Les techniques contemporaines se sont en revanche joué de l'obstacle par le percement de tunnels : ferroviaire en 1884 et, surtout autoroutiers entre 1994 et 1991 (tunnel de Dullin et tunnel de L'Épine).

## La nature de l'obstacle

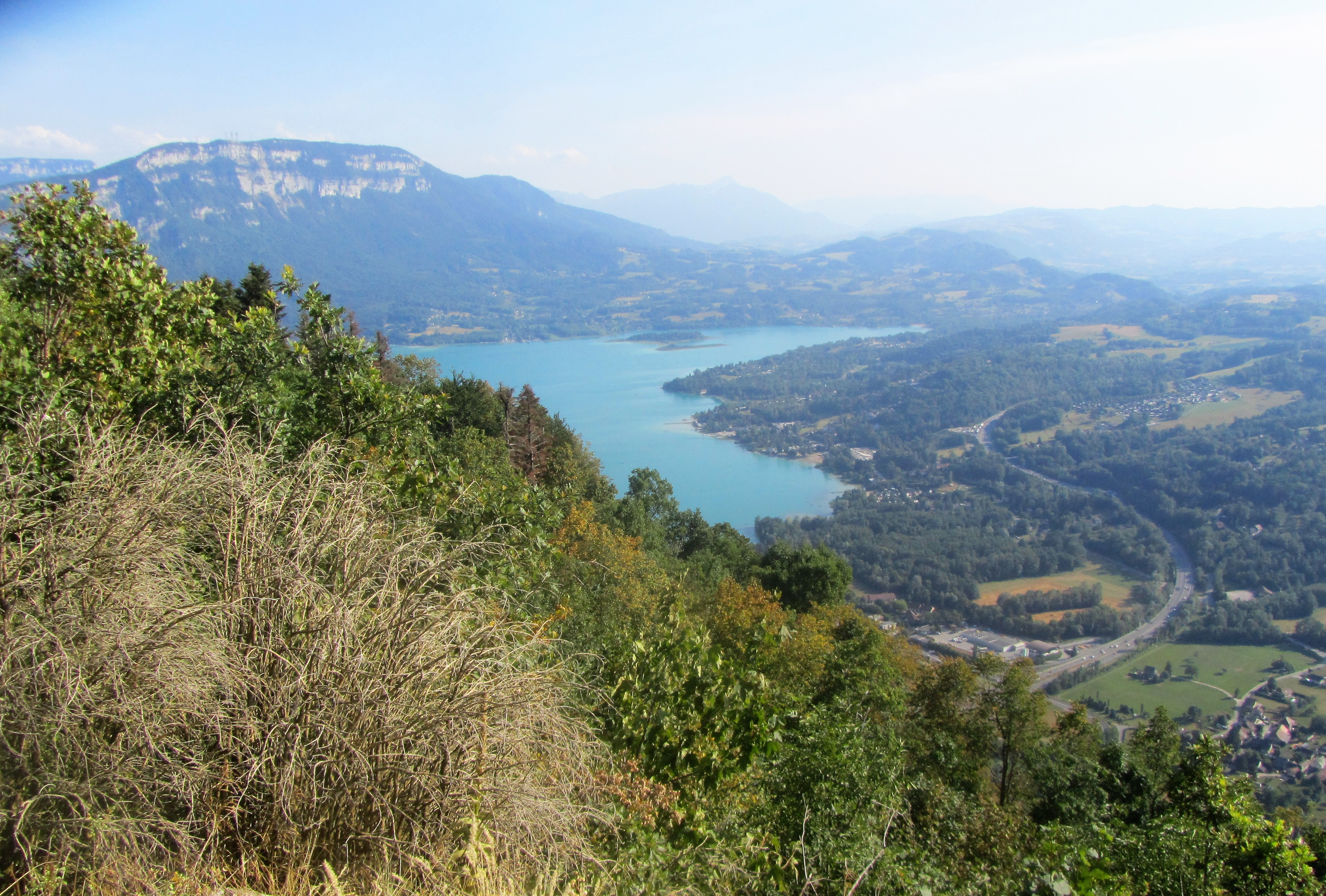
Relief jurassien de l'Avant Pays savoyard

Le territoire à l’ouest du méridien de Chambéry appartient du point de vue géologique, au massif jurassien dont il constitue la pointe sud effilée. C’est là que se situent les premiers obstacles à vaincre en prélude à la traversée des Alpes. Selon le schéma classique qui vaut pour l'ensemble de la chaîne, dans cet Avant-pays deux anticlinaux d'orientation nord-sud, celui du Mont Tournier à l’ouest et, à l’est, le chaînon du Mont du Chat et son prolongement vers le sud par la chaîne de l'Épine, les monts Grelle et Beauvoir, encadrent le val synclinal de Novalaise. 
Une première solution est celle du contournement par le sud. Une fois la rivière du Guiers franchie à hauteur de Romagnieu (Isère), on gagne par sa rive droite les hauteurs de Saint-Franc (Savoie) où l'anticlinal du mont Tournier, ne présente plus qu'un dos arrondi à la modeste altitude de 550 mètres. En poursuivant dans cette direction, on rencontre le second anticlinal qui abaisse aussi son axe au droit des Échelles — les spécialistes parlent de retombée périclinale — jusqu’à s'enfouir sous les falaises du massif préalpin de la Chartreuse ; de surcroît, les eaux de fonte du glacier würmien y ont approfondi leur chenal d'écoulement vers l'Avant-Pays : structure géologique et érosion glaciaire se sont ainsi combinées pour déterminer un étroit passage dit de la Grotte — car partiellement souterrain — au-delà duquel s’amorce, vers le nord-est, la montée au col de Couz (624 mètres) en direction de Chambéry. Sur une distance de 300 mètres environ, il faut rattraper un dénivelé d'une centaine de mètres  entre les cotes 440 et 540. La deuxième solution est celle de la ligne droite, plein est : les anticlinaux sont recoupés perpendiculairement ! Dans cette hypothèse, le franchissement du premier anticlinal, celui du mont Tournier, ne fait pas problème car son axe s’abaisse à 400 mètres. Une fois traversé le cours du Thiez, émissaire du lac d'Aiguebelette (375 mètres) on en longe la rive sud. C'est alors qu'il faut entreprendre la rude ascension de la chaîne de l’Épine franchie au col Saint-Michel à 903 mètres. Il paraît inutile d'évoquer la troisième solution : celle d'un contournement par le nord avec franchissement de l'anticlinal du Mont du Chat au col du Chat. Certes, à 638 mètres d'altitude, l'obstacle apparaît moins redoutable que le col de l'Épine, soit 264 mètres de moins. Mais la véritable infériorité est dans l'importance du détour par rapport à la ligne directe Lyon-Chambéry. Même après le percement du tunnel entre 1928 et 1932, cet itinéraire présente toujours un intérêt relativement local,.

## Aux temps gallo-romains

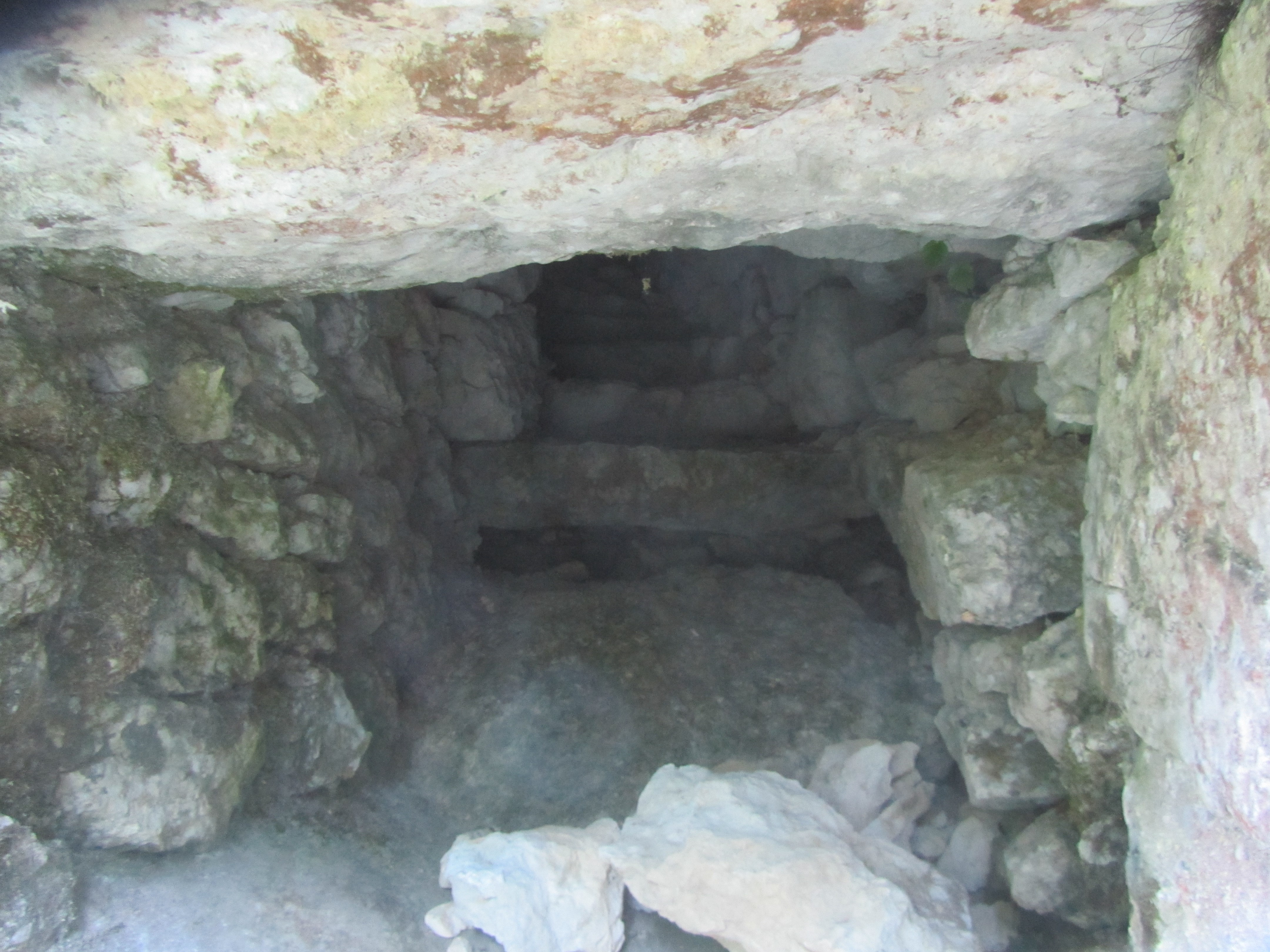
Ancien escalier sur la voie romaine

Le choix s'est posé aux Romains pour l'établissement de leur réseau routier à partir du début de l'ère chrétienne, sous le règne de l'empereur Auguste, c’est-à-dire une fois achevée la soumission des tribus montagnardes, par le col du Petit-Saint-Bernard (in Alpe Graia). La question a longtemps divisé les historiens. Les hypothèses ont été échafaudées à partir de la table de Peutinger qui situe la station intermédiaire de Laviscone à mi-chemin entre celles d'Augusta (Aoste) et de Lemencum (sur le site de Chambéry). Il était encore permis d'hésiter en 1984 et de souligner l'importance du contournement par Les Échelles arguant de « la pauvreté du village de Lépin en vestiges archéologiques [qui] contraste fortement avec le nombre et la qualité des découvertes réalisées…dans le secteur de Saint-Pierre-de-Genebroz-Les Échelles ». Autre argument, toponymique : le nom médiéval des Échelles de Lavastrone ad Scalas pouvait, selon certains spécialistes, dériver de Laviscone. Enfin les traces de l’escalier par lequel on accède au fameux passage de la Grotte n’ont pas été entièrement oblitérées par les travaux du XVIIe siècle. Au terme de cette argumentation, c’est avec beaucoup de prudence qu'André Charvet (1944-1987) se rangeait à l'hypothèse d’une voie de contournement concurrente d’une voie prétorienne (principale) en ligne directe escaladant la chaîne de l’Épine. 

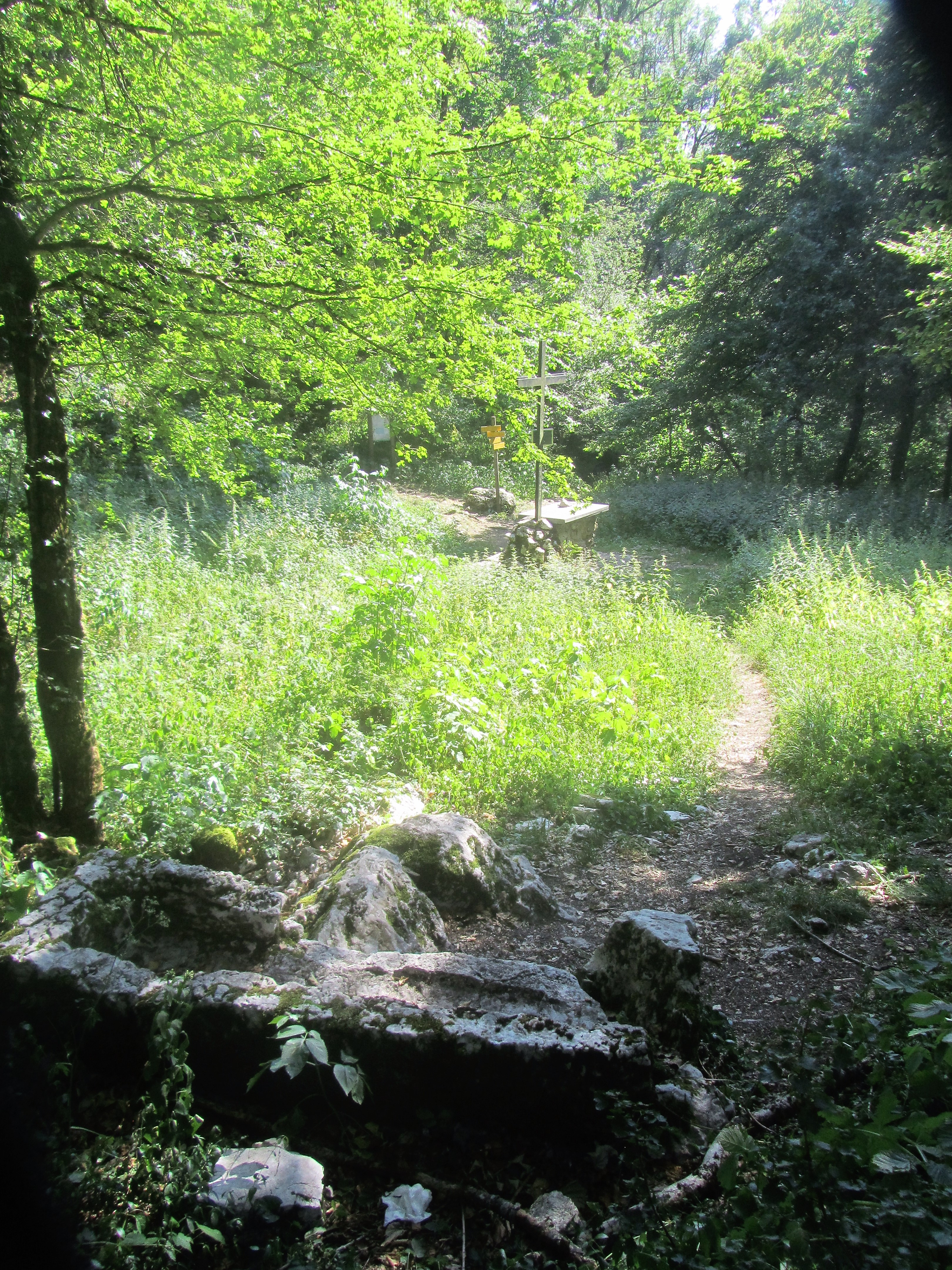
Sarcophage au col Saint-Michel.

Une telle réserve ne semble plus de mise aujourd'hui après la récente mise au point de Bernard Kaminski, membre notamment du Groupe de recherches et d'études historiques de Cognin. Son argumentation est d'abord négative. La voie de contournement par Les Échelles est plus longue « de 8 milles pour l’itinéraire carrossable (soit près de 12 km) sur des distances données globalement à 28 milles » par la table de Peutinger. Ce seul argument serait rédhibitoire quand on sait la préférence des Romains pour la ligne directe. Celui du moindre dénivelé ne tiendrait pas davantage car le tracé en montagnes russes par les Échelles et le col de Couz aboutit à un cumul de 730 mètres contre 645 par la chaîne de l'Épine.

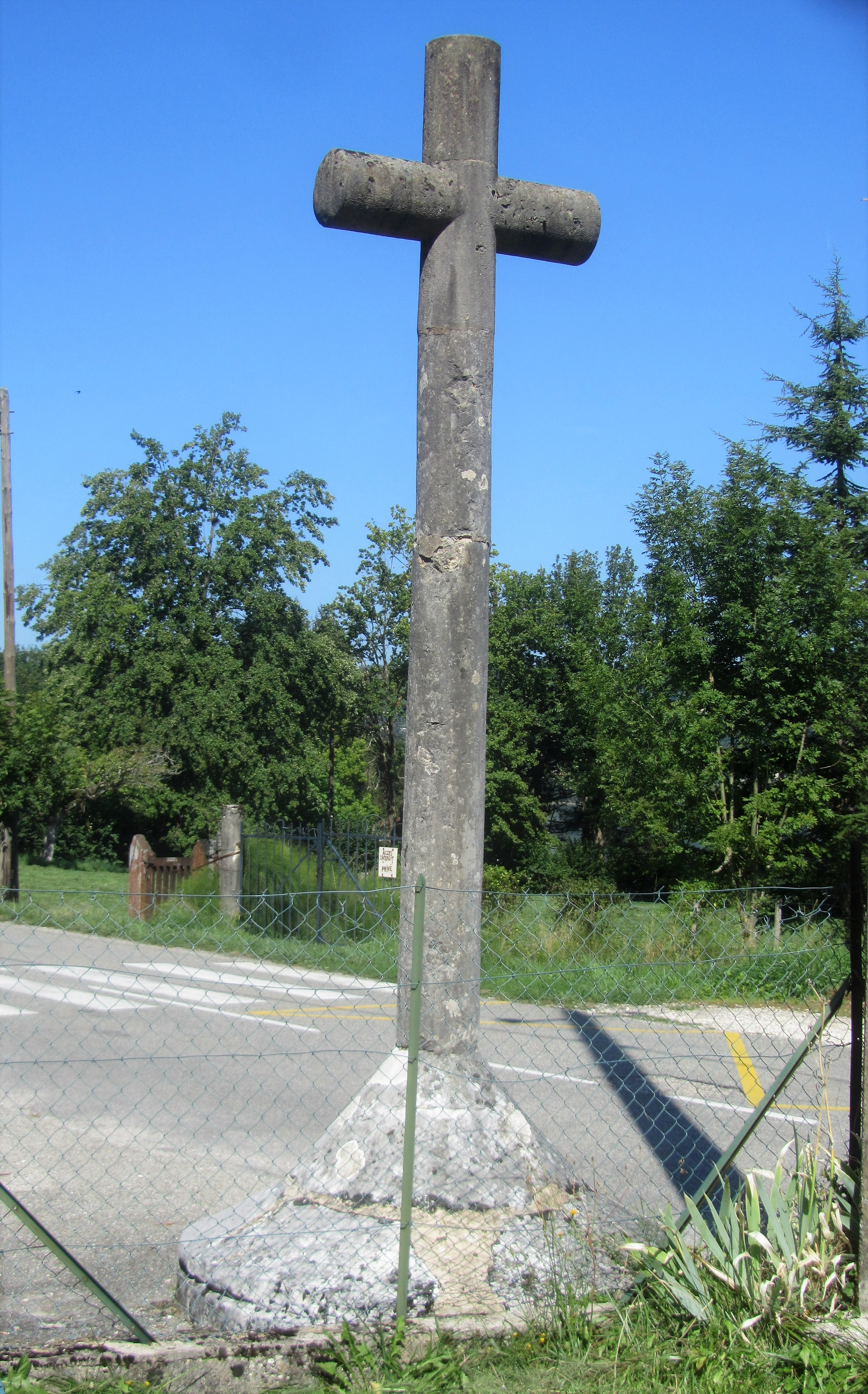
Croix à base campaniforme de Lépin

La plaidoirie positive est tout aussi convaincante. Argument massue : la croix à l’entrée ouest du village de Lépin est située très exactement à équidistance de 14 milles tant d’Augustum (l’actuelle Aoste) que de Lemencum (sur le site de Chambéry), ce qui correspond aux indications de la table de Peutinger ; son embase campaniforme est caractéristique des bornes milliaires sur les voies romaines. La croix aurait donc été érigée en remplacement de cette borne selon un processus traditionnel. En poursuivant vers l’est, les fouilles récentes ont confirmé une présence gallo-romaine sur la rive sud du lac d’Aiguebelette. Du reste, le passage par le col Saint-Michel, anciennement « col de Saint-Germain », à 903 mètres, est confirmé de longue date par l'appellation de « Montjoux » (Mons Jovis, « montagne de Jupiter ») jusqu'au XIIIe siècle. Le col accueillait une chapelle dédiée à Germain, évêque d'Auxerre, dont le corps a été ramené par ce col de Ravenne en France, et à saint Michel, protecteur des hauts lieux. La présence d'une mansio (relais) reste cependant du domaine de l'hypothèse. Bien entendu, la confirmation de la préférence accordée à l’itinéraire de franchissement direct par la chaîne de l’Épine n’est pas la négation de l’existence d’une voie secondaire de contournement par Les Échelles. Il lui est simplement réservé la qualification de voie mineure dont le souvenir se serait conservé — mais non confirmé — dans le nom de la commune de Vimines (via minor) , sur le versant oriental de la chaîne de l'Épine à l’approche de Chambéry, à flanc de coteau afin d’éviter la zone marécageuse qui précède le col de Couz.

## Aux temps modernes (XVIe–XVIIIesiècles)
L’histoire ne semble plus s’écrire sur l’itinéraire des Echelles avant le XVIIe siècle mais bien sur celui du col Saint-Michel. Elle a retenu comme emblématique le passage par ce col de François Ier le 16 juin 1516 : un an après son éclatante victoire de Marignan, il se devait d’aller en pèlerin vénérer le fameux Saint-Suaire alors exposé dans la chapelle du château des ducs à Chambéry, au pays natal de sa mère Louise de Savoie. Le souvenir de sa marche à pied « par la montagne fort haute d’Aiguebelette du chemin de Paris à Romme » en est encore entretenu au passage des « grottes de François Ier » où le souverain aurait trouvé refuge le temps d’un orage. Cette préférence à l’itinéraire des Echelles pouvait se justifier par un meilleur entretien et une moindre exposition au brigandage. Et si, lorsqu’il subira à son tour la concurrence victorieuse du chemin  des Echelles  au point de risquer d’être abandonné par incurie, les habitants des communes des versants rappelleront les autorités à leur devoir. Elles feront d’ailleurs mieux que d’assurer la permanence de la liaison entre les deux versants de l’Epine mais l’amélioreront en substituant au col Saint-Michel le col voisin du Crucifix abordé par un lacet plus commode.
Dans la première moitié du XVIIe siècle, des hostilités trop fréquentes avaient détourné le trafic transalpin de la Savoie au profit des itinéraires suisses (Simplon, Grand-Saint-Bernard). Cette situation était économiquement très préjudiciable tant aux nombreuses corporations qui vivaient du trafic qu’aux finances publiques privées de droits de péage. Sous le règne du duc de Savoie Charles-Emmanuel II (1638-1675) dont la mère Christine de France venait d’assurer la régence, il fut décidé d’aménager le secteur du Pont-de-Beauvoisin à Saint-Jean-de-Maurienne de manière à le rendre accessible aux charrettes avec deux modifications majeures. Avant d’arriver aux Echelles, au niveau de Saint-Franc, on choisit carrément de changer le  tracé. Au lieu d’escalader l’anticlinal, une nouvelle voie fut créée   dans la cluse du Guiers connue sous le nom de gorges de Chailles qui marquait la limite entre Savoie et Dauphiné. Il fallut tailler dans la falaise de rive droite au-dessus du niveau du torrent.   

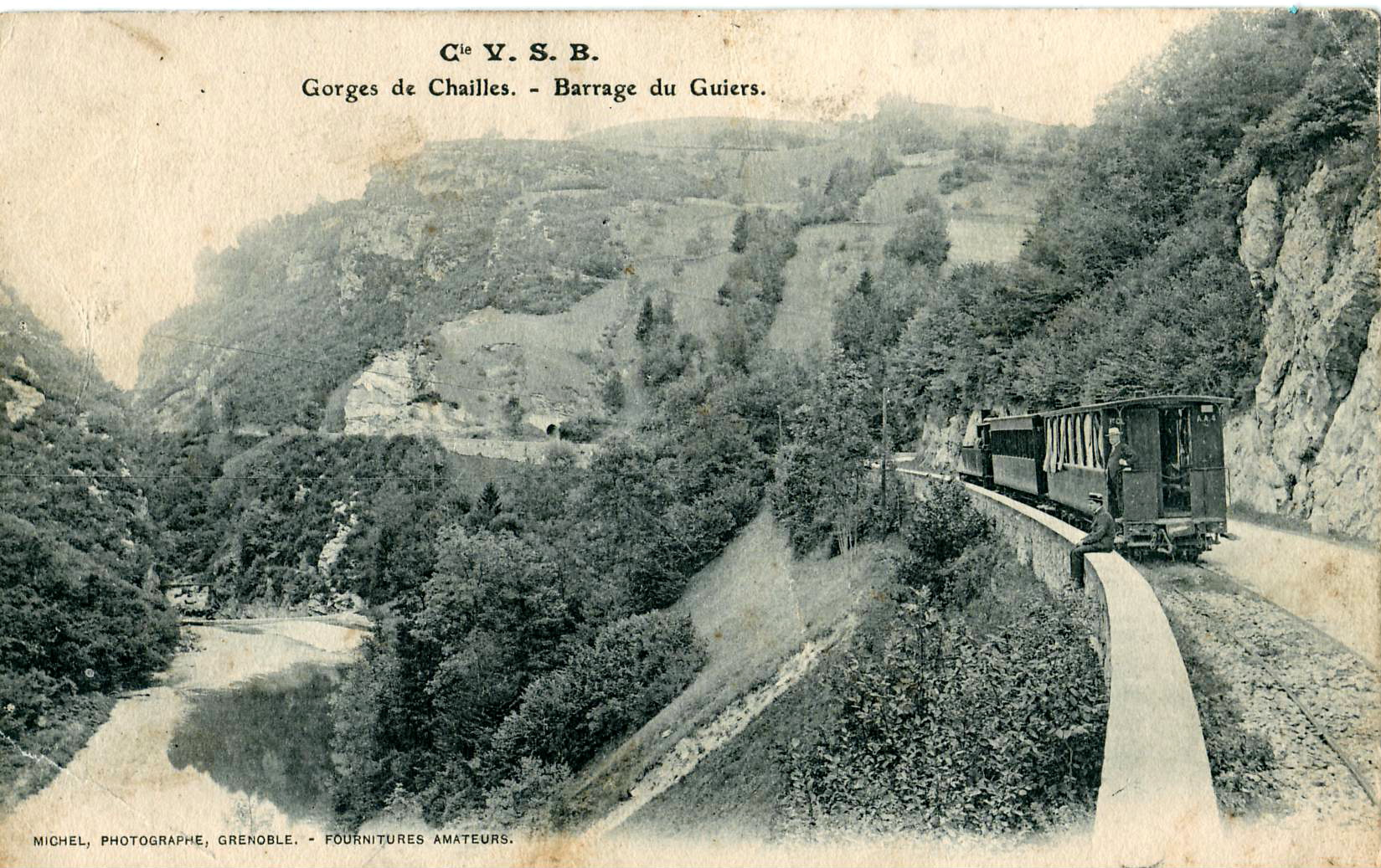
Passage du train VSB à travers les gorges de Chailles
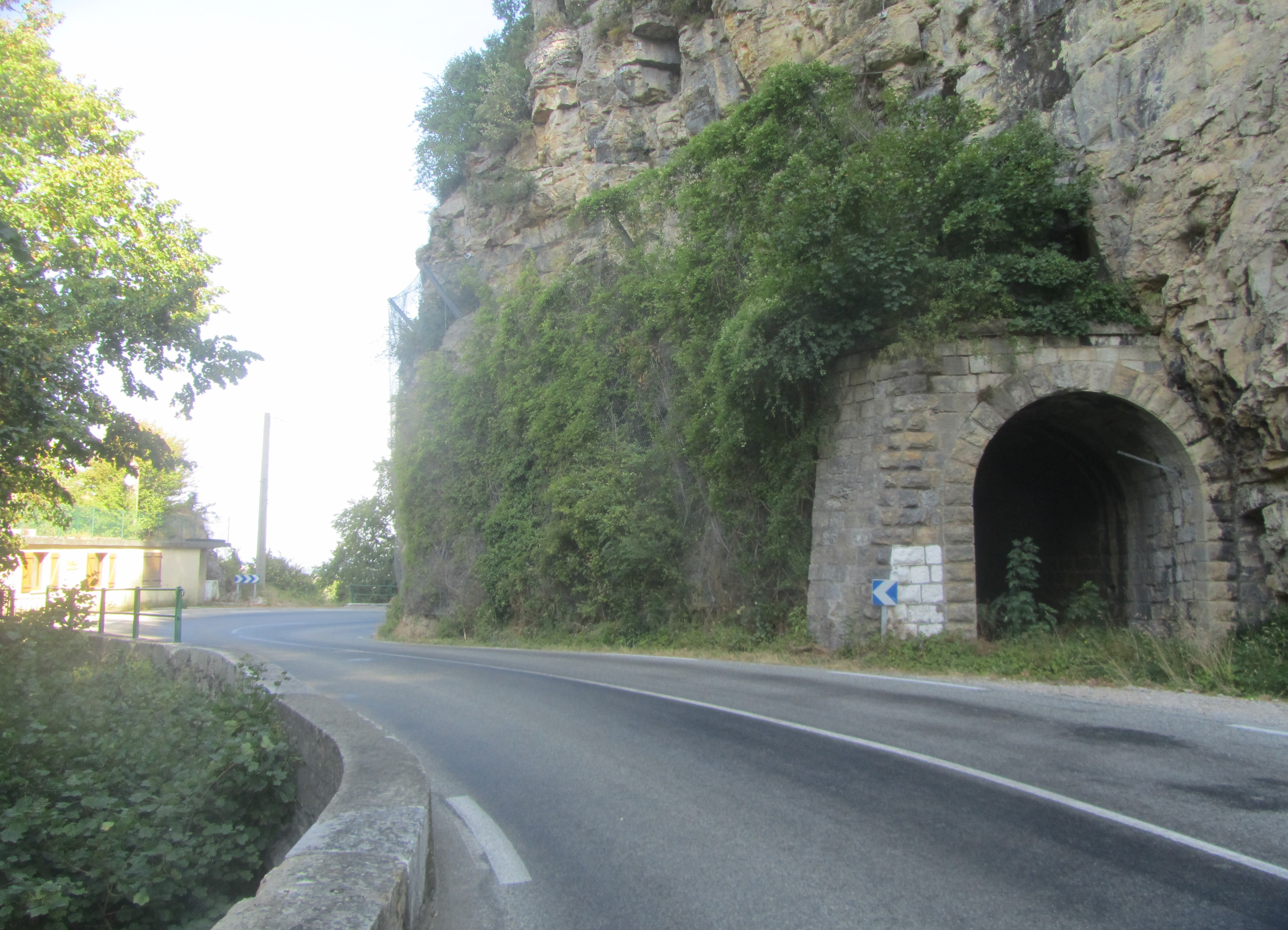
Les gorges de Chailles au belvédère des 3 évêchés
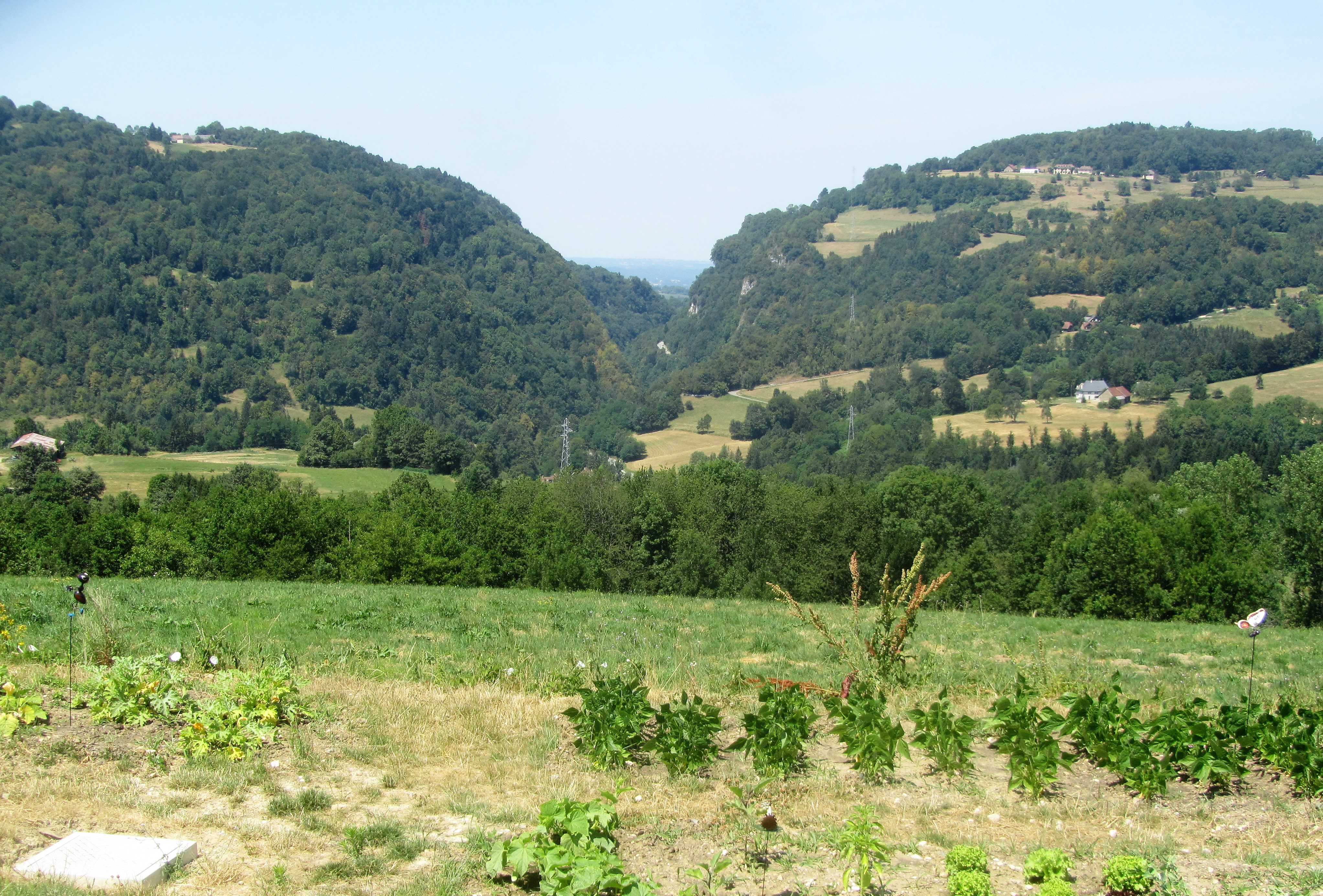
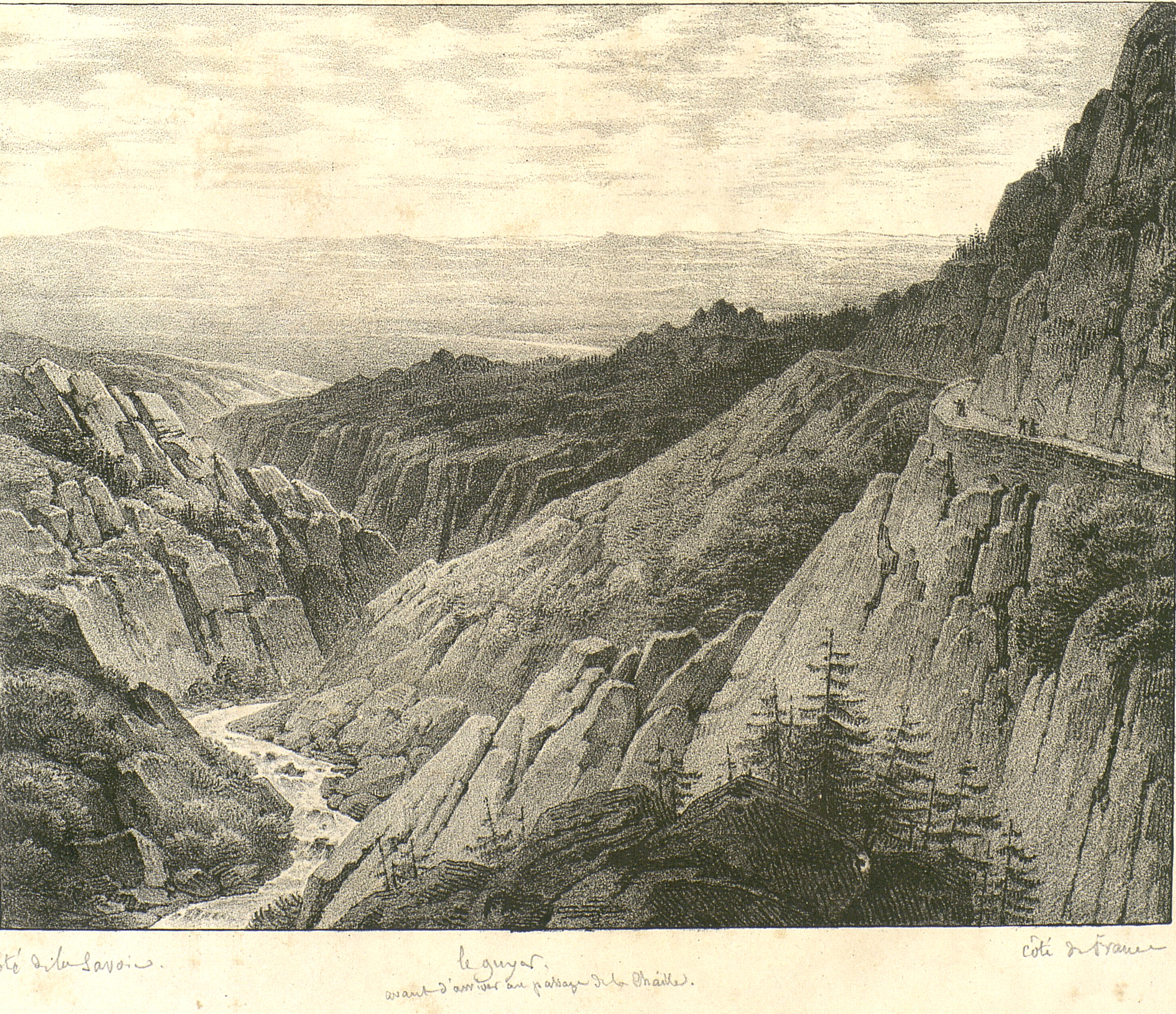

Au-delà des Echelles, dans le passage de la Grotte, le tracé resta inchangé  mais la voie devait être calibrée pour le passage des charrettes.  Le projet avait été esquissé  dès 1654. Il fut repris selon les plans de l’ingénieur Daverolle. La surveillance des travaux fut confiée aux maîtres auditeurs René Philibert Balland et Nicolas Deschamps. Commencés le 25 septembre 1665, ils furent réceptionnés le 31 mai 1670. Il fallait, au départ, contourner l’ancienne montée directe dite du Grand escalier par une rampe régulière au gabarit élargi par rapport à l’ancien passage, avec un  mur de soutènement très élevé. Dans la suite du défilé, les eaux de ruissellement furent canalisées dans une profonde cunette. On fit parler la poudre pour supprimer 13 000 m3 de rochers et la maçonnerie se monta à 5 000 m3. Cette entreprise paraissait colossale pour l’époque et Charles-Emmanuel II entendait bien en tirer le maximum de prestige. En témoigne toujours, malgré le vandalisme révolutionnaire et après restauration, une inscription en latin gravée dans le marbre en termes emphatiques. Une traduction intégrale en est donnée dans l’article Charles-Emmanuel II de wikipedia. On était en 1675, un an avant la mort du prince ! 
De tels travaux devaient recevoir leur récompense. La sanction diplomatique n’intervint cependant qu’au début du XVIIIe siècle, une fois la paix revenue au terme de la Guerre de Succession d'Espagne en 1713 sous le règne du duc Victor-Amédée II. Une clause du traité d'Utrecht, déjà incluse déjà dans ceux de Turin et de Ryswick  stipulait que le commerce par terre entre la France et l'Italie se ferait par la chaussée de Lyon à Turin par le Pont-de-Beauvoisin, Les Échelles, Chambéry, le Mont-Cenis et Suse. On ne manqua pas de souligner son caractère d’artère international car elle ne devait pas seulement satisfaire aux besoins du trafic de marchandises. Elle était aussi celle des voyages royaux et princiers, celle des courriers entre Turin et Chambéry, celle des courriers de Versailles à Rome et aux autres capitales italiennes. Les simples voyageurs étaient fortement impressionnés par le passage des gorges de Chailles où la voie, vers 400 mètres d’altitude, surplombe le lit du Guiers d’environ 80 mètres. En témoigne l’écrivaine madame du Bocage accompagnée de son époux en avril 1757 : « Une fois franchies les bornes de France à Pont-de-Beauvoisin, nous frémissons en parcourant aux bordes d’un précipice où mugit un torrent serré entre deux rochers, un chemin étroit taillé sous le roc. Un garde-fou tantôt de pierre tantôt en bois, souvent rompu, fait pour tranquilliser les princesses qu’on conduit à Turin y rassure un peu les yeux effrayés ».

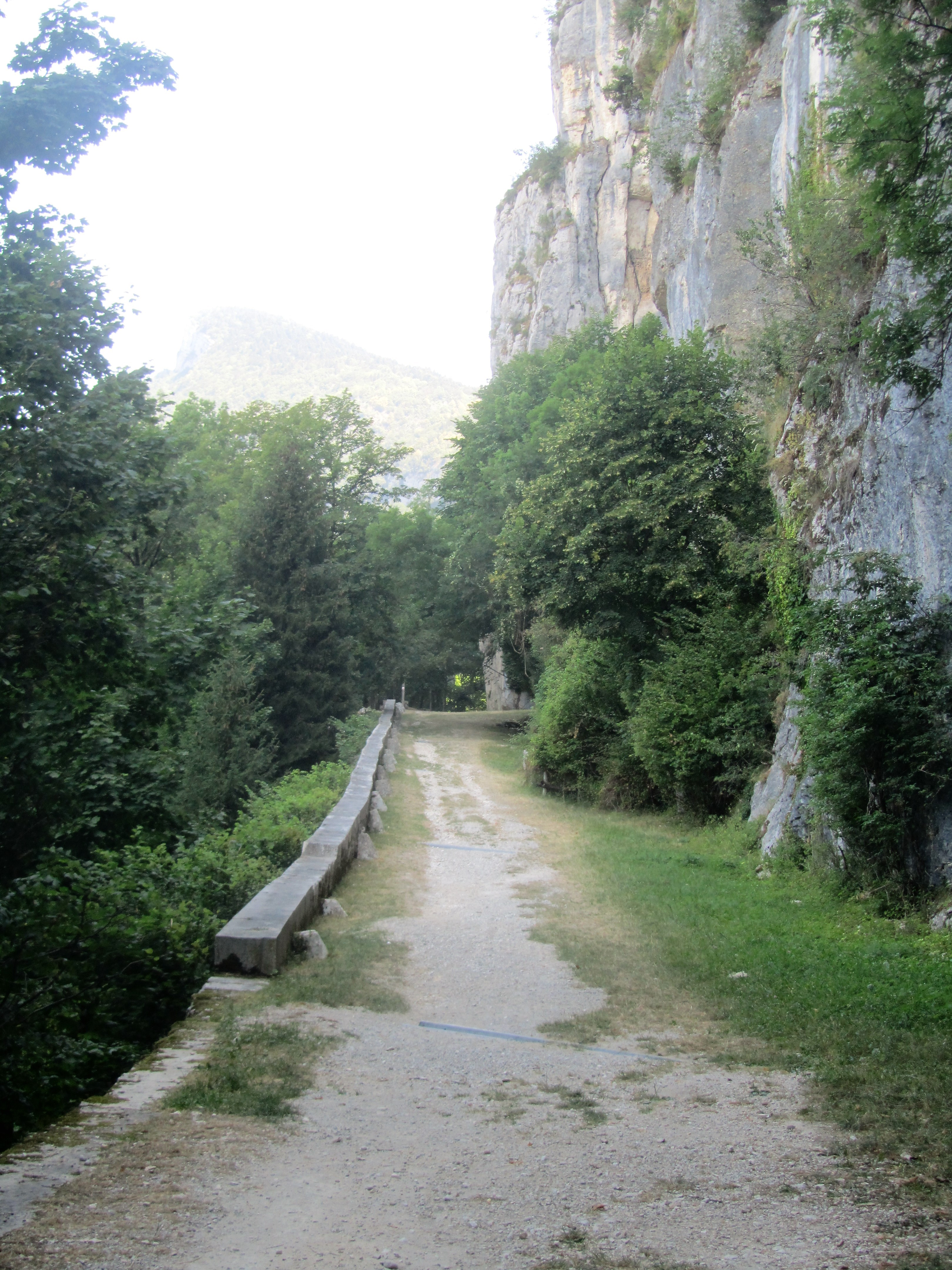
rampe d'accès au passage de la Grotte des Echelles
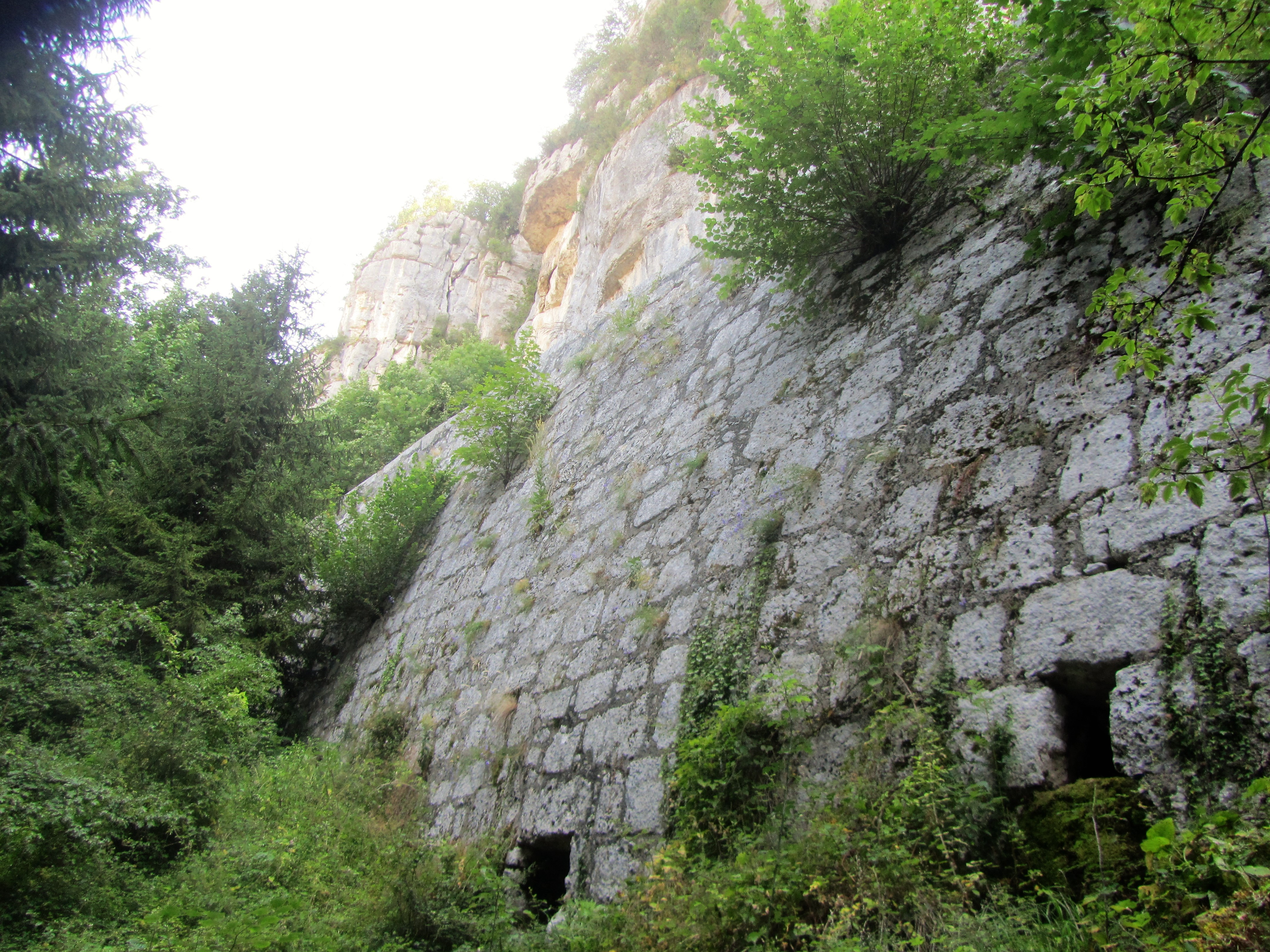
Mur de soutènement de la rampe d'accès au passage de la Grotte des Echelles
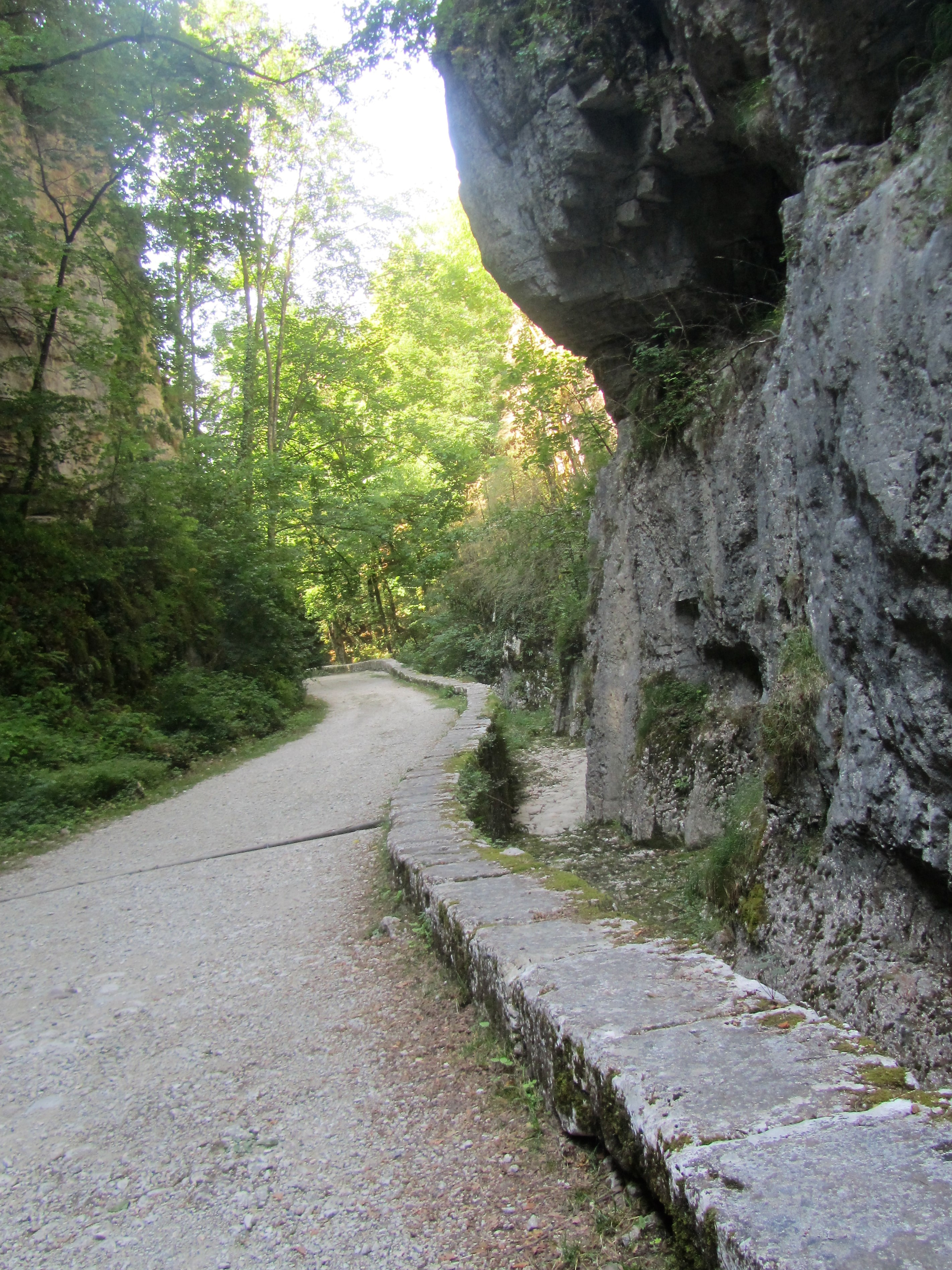
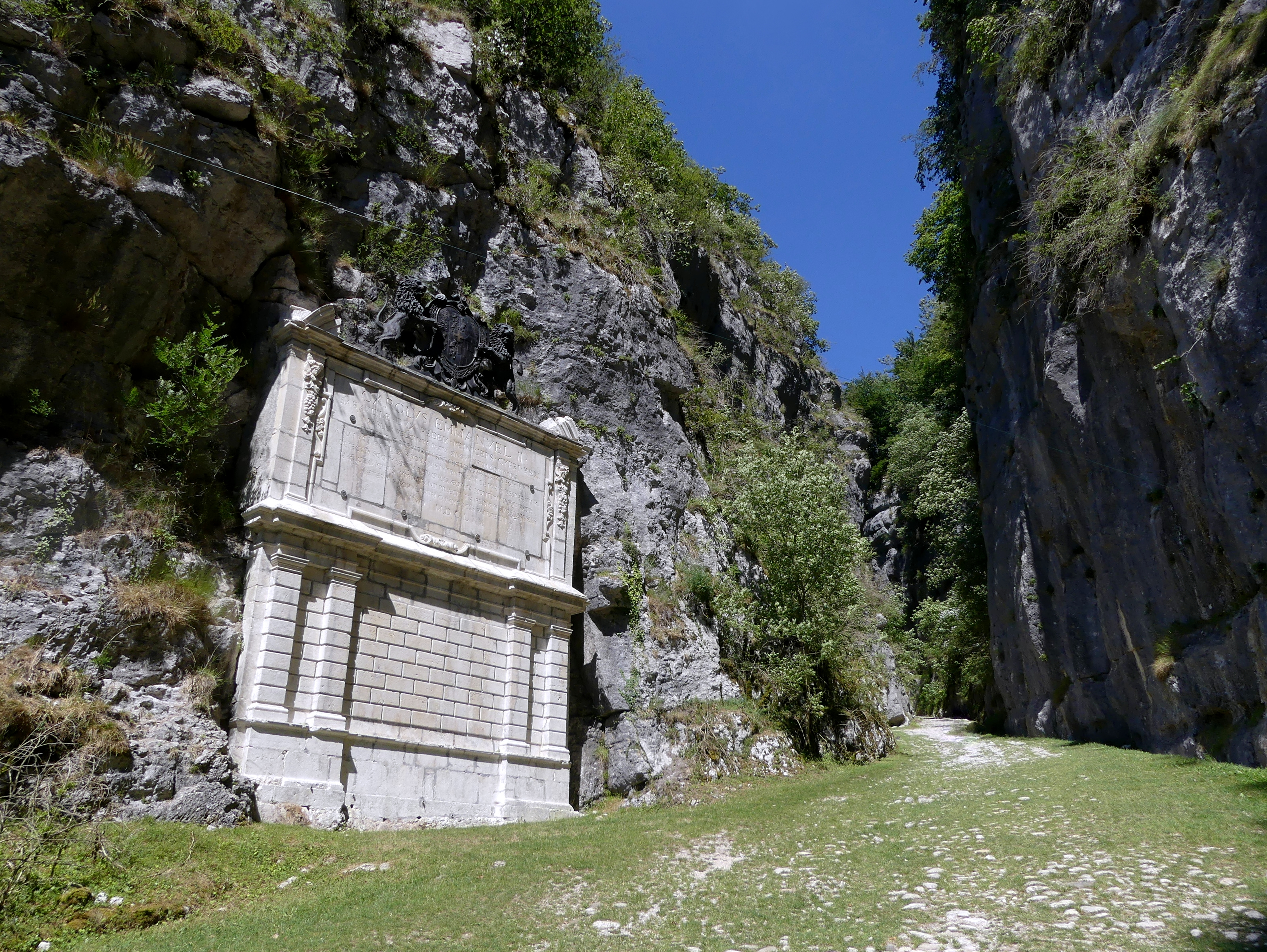
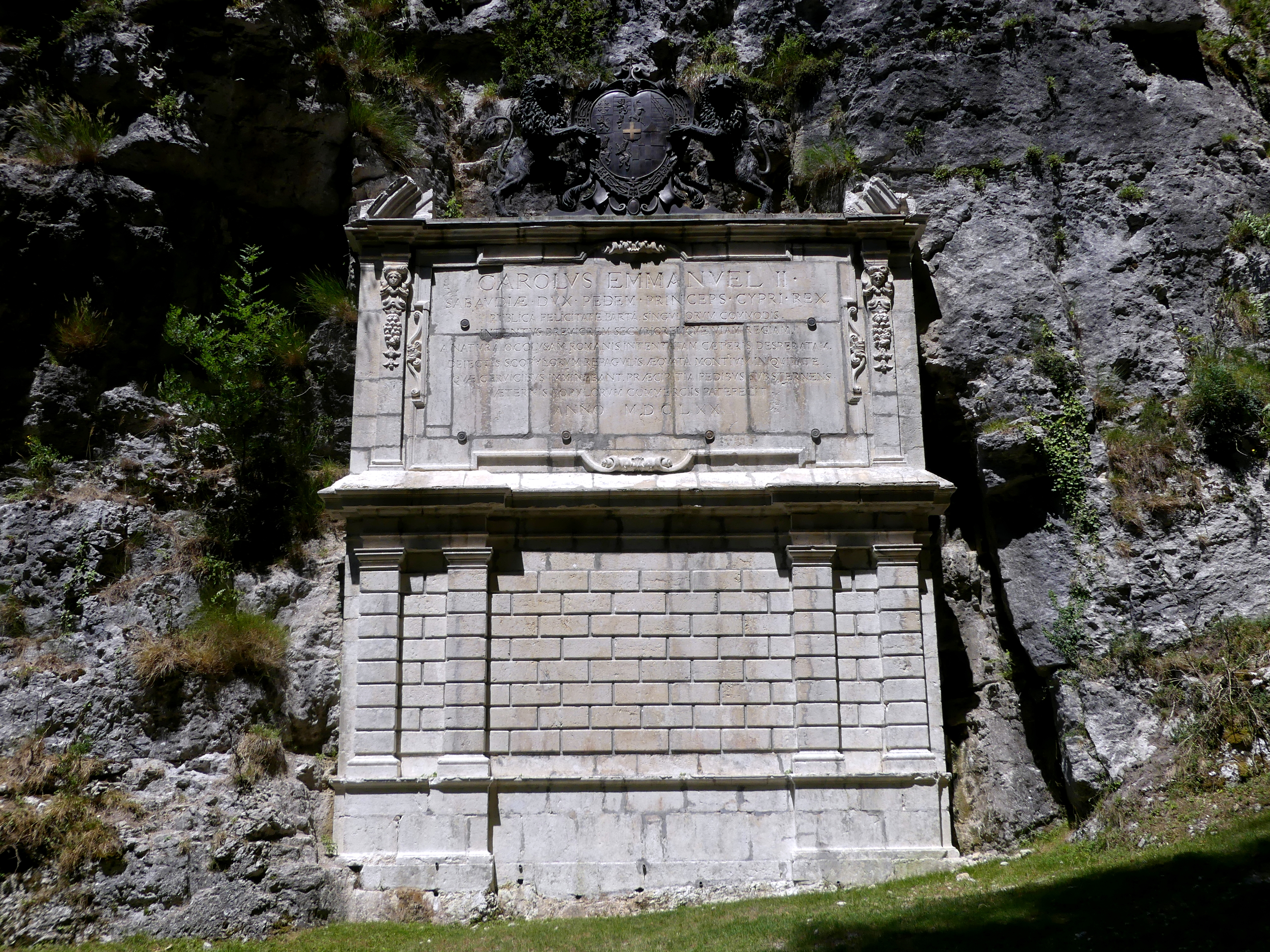

## Au début duXIXesiècle

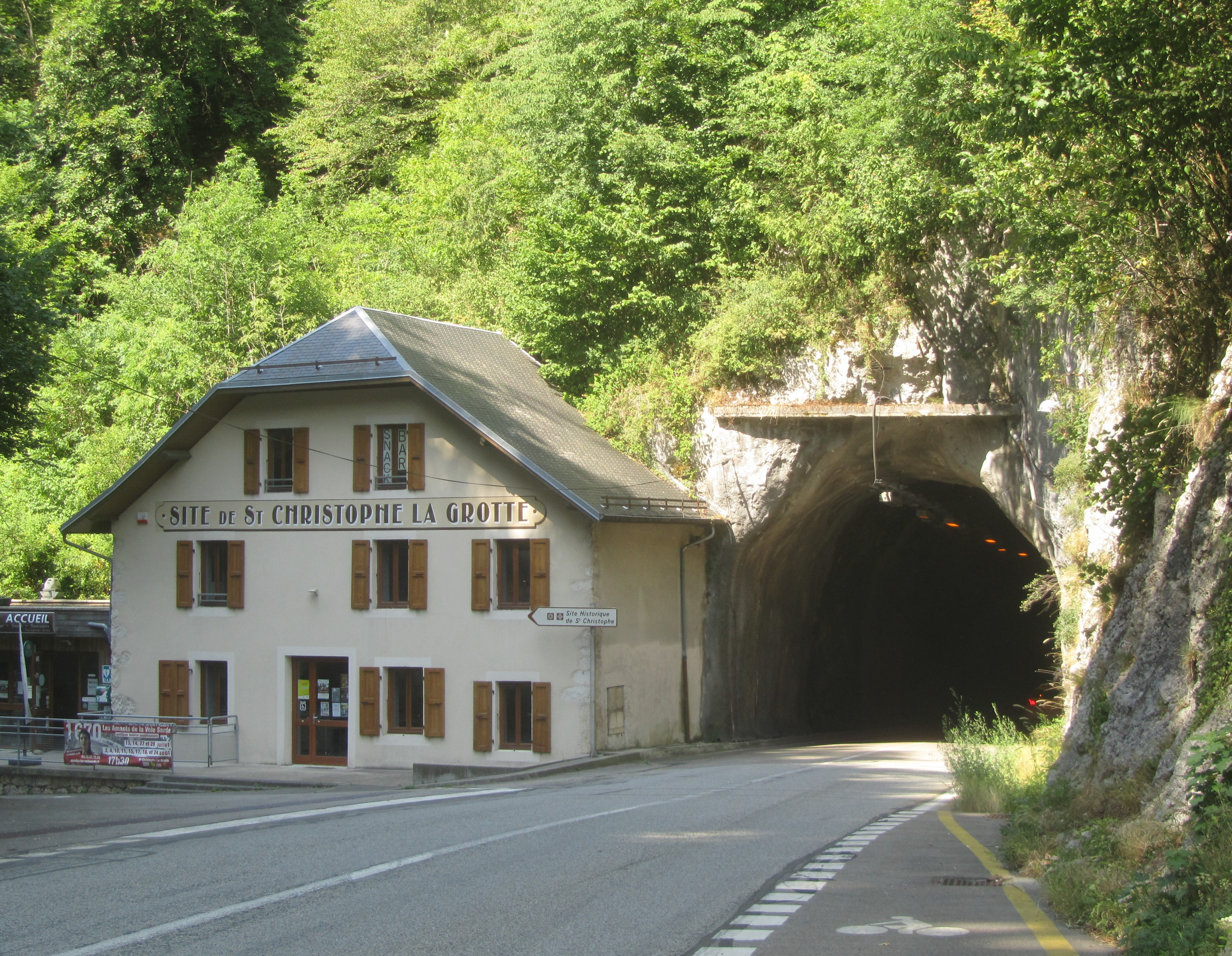
entrée nord-est du tunnel Napoléon.

Au retour victorieux de la bataille de Marengo en 1800, Bonaparte ordonna la modernisation de la liaison internationale du Mont-Cenis. Le tracé de la route qui y sera construite dans les années suivantes, à tous égards remarquable, demeure celui de notre  RN6 rebaptisée D 1006. C’est dans le cadre de ces travaux que fut entreprise l’amélioration des accès même lointains du col transalpin. Le secteur de l’Avant-Pays savoyard fut, en effet, particulièrement privilégié car à Paris, Emmanuel Crétet, le maître des Ponts et chaussées, était natif du Pont-de-Beauvoisin. Les travaux avancent rapidement. La chaussée fut élargie dans la traversée des Gorges de Chailles, au point que, lorsqu’à la fin du XIXe siècle, on entreprit la construction d’une bretelle ferroviaire à voie étroite, ce VSB (Voiron-Saint-Béron) s’y logera à l’aise au prix toutefois de quelques tunnels à partir de 1895. Mais la grande affaire devait être le percement du tunnel « Napoléon » qui permit de court-circuiter le passage des Grottes. Cet ouvrage long de 308 mètres fut considéré à l’époque comme particulièrement remarquable. Les travaux débutèrent en 1808 et repris après une interruption en 1814-1815.  L’ouverture officielle eut lieu en 1820,.

## LesXXe–XXIesiècles
L'époque glorieuse où la halte des Échelles s'imposait au voyageur est aujourd’hui révolue. Malgré la perception des droits de péage, l'automobiliste réalise un important gain de temps entre Lyon et Chambéry par l’autoroute A43 qui franchit en tunnel les deux anticlinaux : Dullin (1 600 mètres) sous la chaîne du Mont Tournier ; L'Épine (3 200 mètres) sous la chaîne homonyme depuis 1974. Le trafic s’écoule par deux tubes distincts depuis 1991, à la veille des Jeux olympiques d'hiver de 1992 d'Albertville. Rappelons pour mémoire que la SNCF n'avait pas attendu le XXe siècle pour percer en 1884 son tunnel de l'Épine long de 3 310 mètres entre les gares d'Aiguebelette et Saint-Cassin-la-Cascade pour une liaison directe entre Lyon et Chambéry qui fait l’économie du détour par Ambérieu et Culoz. L'itinéraire du détour par les Échelles garde tout son intérêt pour le touriste qui joindra au plaisir de faire revivre un glorieux passé celui d’un parcours souterrain à travers la fameuse grotte.